# Armand Jacquey
Armand Jacquey (Montlluís, Conflent, 15 de novembre del 1834 - Lo Mont de Marsan, Gascunya, 1 de desembre de 1921), Armand Victor de noms de fonts, fou un general i polític francès.
Fill d'un militar destinat a Montlluís, es graduà a Saint-Cyr el 1854. Fou destinat al 33è RI, regiment d'infanteria (tinent el 1860, capità el 1866, capità adjunt major el 1867); el 90è regiment d'infanteria de línia (1867; capità ajudant major, a le Mans el 1871); 9è regiment de línia (cap de batalló, 1875); 2n regiment de tiradors algerians (cap de batalló, a Mostaganem el 1876); 64è RI (tinent coronel, 1883); 18è RI (1883); 34è RI (1885); 70è RI (coronel, 1887); 43è RI (1888); 63a brigada d'infanteria (general de brigada, 1892); 71a brigada d'infanteria (Lo Mont, 1894). Feu campanya a l'Àfrica (1869-1870 i 1876-1881), participà en la guerra francoprussiana (1870-1871) a l'exèrcit del Loira; i formà part de les columnes mòbils que reprimien insurreccions a l'Algèria colonial (presa de Ben Amara el 1876, 1882, 1883). Quan es retirà, el 1894, s'establí a lo Mont de Marsan, lloc del seu darrer destí.
Entre 1898 i 1910 va ser diputat al parlament francès pel departament de les Landes en representació dels republicans nacionalistes francesos. A la Cambra formà part de la comissió d'economies administratives i s'ocupà especialment dels problemes de reclutament a l'exèrcit. Després de l'etapa legislativa, tornà definitivament el 1910 a lo Mont, on és enterrat. Un medalló d'Eloi Ducom en recorda la figura al cementiri local.
Fou distingit amb els graus de cavaller (1871), oficial (1881) i comandant (1894) de la Legió d'Honor.